# Peromyia cornuta
Peromyia cornuta är en tvåvingeart som först beskrevs av Edwards 1938.  Peromyia cornuta ingår i släktet Peromyia och familjen gallmyggor. Arten är reproducerande i Sverige. Inga underarter finns listade i Catalogue of Life.